# Gumshoe (film)
Pour les articles homonymes, voir Gumshoe.
Pour plus de détails, voir Fiche technique et Distribution.
Gumshoe est un film britannique réalisé par Stephen Frears, sorti en 1971.

## Fiche technique
- Titre français : Gumshoe
- Réalisation : Stephen Frears
- Scénario : Neville Smith
- Photographie : Chris Menges
- Musique : Andrew Lloyd Webber
- Pays d'origine :  Royaume-Uni
- Genre : Comédie dramatique, Film policier, Comédie policière
- Durée :
- Date de sortie : 1971

## Distribution
- Albert Finney : Eddie Ginley
- Billie Whitelaw : Ellen
- Frank Finlay : William
- Janice Rule : Mrs. Blankerscoon
- Carolyn Seymour : Alison
- Fulton Mackay : Straker
- Maureen Lipman : Naomi